# Cucumbi carnavalesco
Cucumbi carnavalesco eram grupos compostos por foliões socialmente reconhecidos como negros. Desde a segunda metade do século XIX já se nota a presença, nas ruas do Rio de Janeiro, de grupos de cucumbi durante os dias de carnaval. Necessitados de autorização policial para desfilar, esses grupos, compostos basicamente de negros, se aproveitavam da liberalidade característica do período carnavalesco para conseguirem as autorizações necessárias para suas apresentações.
Os primeiros cucumbis a se apresentarem durante o carnaval mantinham sua organização original. Mas, pouco a pouco os encontros com os diversos grupos carnavalescos que tomavam as ruas do Rio de Janeiro acabaram inspirando novas formas de apresentações. Com isso, surgem os chamados Cucumbis Carnavalescos.
Felipe Ferreira, em seu livro Inventando Carnavais aborda o assunto e destaca alguma citações na imprensa.
Alguns exemplos:
O Diário de Notícias de 8 de março de 1883 inclui os cucumbis entre os grupos que se apresentaram durante o carnaval.
O Jornal do Commercio de 14 de fevereiro de 1888 descreve a apresentação de um Cucumbi Carnavalesco do seguinte modo.
(...) na frente vinham alguns sócios, fantasiados de índios, os quais faziam manobras selvagens, deitando-se às vezes no chão para ouvir o que ia ao longe. No centro do grupo estava a rainha, coberta por um grande manto, cujas pontas eram seguras por dois Cucumbys. Paravam em frente aos jornais, cantavam e dançavam à moda africana. (Apud Ferreira, 2005:133)
A valorização (inclusive turística!) da presença dos cucumbis no carnaval carioca pode ser percebida no texto publicado no Jornal do Commercio em 20 de junho de 1892 sobre o passeio da Sociedade Iniciadora Cucumbys Carnavalescos:
(...) Por causa deles de certo nunca desaparecerá o carnaval. São constantes e sempre interessantes com os seus batuques e danças originais, já de pouco interesse para nós que estamos habituados a vê-los, mas curiosas para os estrangeiros. (Apud Ferreira, 2005:159)
Os cucumbis carnavalescos, com seus instrumentos de percussão, seus ritmos, suas fantasias de índios e nobres e seus animais vivos ou empalhados se transformarão, no início do século XX, naquilo que mais tarde seria definido como cordão.